# Skansen (Stockholm)
 For alternative betydninger, se Skansen. (Se også artikler, som begynder med Skansen)
Skansen er et frilandsmuseum og zoologisk have på Djurgården i Stockholm, Sverige, grundlagt i 1891 af Artur Hazelius (1833-1901). På området er der cirka 150 huse og gårde fra hele Sverige. De fleste bygninger er fra 1700-, 1800- og 1900-tallet, men de ældste er fra 1200-tallet.
På friluftsmuseet er der tamdyr, mens den nordlige del af Skansen er forbeholdt en egentlig zoologisk have med vilde dyr fra Skandinavien, så som ulve, bjørne, elge, rensdyr, oddere og ugler. På den sydlige del af Skansen er der ett terrarium med smådyr og aber uden tilknytning til Skandinavien, samt et östersö akvarium.
Skansens besøgsrekord var i 1983 med 2,4 millioner gæster. I de senere år har besøgstallet ligget på 1,3 til 1,4 millioner.
Hver sommer sendes tv-programmet Allsång på Skansen ("Alsang på Skansen") om tirsdagen på SVT.

## Historie
Indvielsen fandt sted den 11. oktober 1891. Navnet stammer fra den skanse, som kong Karl XIV Johan lod opføre som legeplads til sønnen Oscar I. Denne skanse ligger op ad den nuværende Håsjöstapeln. Det første område omfattede arealet omkring Bollnästorget og Fågeldammarna, med indgang gennem Hasselbacksporten, i alt 29.493 m². I 1892 blev der udvidet med Belvedereområdet omkring Bredablick, 174.411 m², og området blev da mere end seks gange så stort. Yderligere arealforøgelser er foretaget i årenes løb, så området i dag er på 300.000 m².
Siden 1924 har Skansen været zoologisk have, hvor Grill-slægten donerede de nødvendige midler til at kunne opføre det daværende abehus (det nuværende privatejede Skansen-Akvariet neden for Solliden), hvorved Skansen nåede op på det antal arter, der er krævet for at blive regnet for en zoologisk have.
Den 17. juni 1911 klokken 19.30 åbnede Skansens Frilufts Teater med opførelsen af skuespillet Värmlänningarna af F.A. Dahlgren.
I de første halvtreds år blev overskuddet brugt til at bygge og finansiere driften af Nordiska museet. Skansen blev den 1. juli 1963 omdannet til en stiftelse med Stockholms stad og staten som hovedejere. Siden da har den været støttet af skattemidler.

## Galleri
- Folkvisedanslaget vid Skansens vårfest 1904.
- Træt brunbjørn på Skansen
- Gubbhyllan, tobaks- og tændstiksmuseum samt café
- Ekshäradsgården
- Prins Wilhelm af Sveriges tale på Skansen ved Norges Grundlovsdag i 1916.
- Hvalros der fodres på museet i 1908.

## Ekstern henvisning
- Skansens websted

- Wikimedia Commons har flere filer relateret til Skansen (Stockholm)